# Der Mann aus Sankt Petersburg
Der Mann aus St. Petersburg (Original: The Man From St. Petersburg) ist ein Roman des walisischen Schriftstellers Ken Follett aus dem Jahre 1982. Die deutsche Übersetzung von Helmut Kossodo erschien im gleichen Jahr erstmals im Gustav-Lübbe-Verlag. Auch in diesem Roman verbindet Follett Thriller und Geschichtsroman. Mit der Haupthandlung, die kurz vor Ausbruch des Ersten Weltkriegs spielt, entwirft Follett ein Sittengemälde des Edwardianischen Englands.

## Inhalt
Felix Kschessinsky hat einen verwegenen Plan. Der russische Revolutionär und Anarchist will in London Fürst Alexander Orlow töten. Orlow soll im Auftrag des Zaren ein Abkommen mit Großbritannien aushandeln. Der Erste Lord der Admiralität Winston Churchill bittet Lord Walden, die Verhandlungen zu führen, denn Walden ist Orlows Onkel.
Felix will durch den Mord an Orlow dieses Abkommen verhindern, das Russland im Falle eines Krieges zwischen Deutschland und Großbritannien zum Kriegseintritt verpflichtet. Er hofft, dass durch seine Tat die britisch-russischen Beziehungen nachhaltig gestört werden. Seine Vorbereitungen laufen planmäßig: Er macht sich mit der Sprache vertraut, reist unerkannt nach England, nimmt sich ein Zimmer und lauert auf seine Chance. Es ist Sommer 1914.
Seine Chance scheint gekommen, als Waldens Tochter Charlotte ihr Debüt feiert. Felix überfällt die Kutsche der Waldens, in der auch Orlow sitzt, auf der Rückfahrt vom Buckingham Palace. Doch als er den Schlag aufreißt, erkennt er in Lydia Walden seine frühere Geliebte. Er zögert einen Moment zu lange, der Anschlag misslingt.
Fast zwei Jahrzehnte zuvor hatten Felix und Lydia in St. Petersburg eine leidenschaftliche Affäre. Doch Lydia war die Tochter eines Grafen und Felix ein Bauernsohn. Lydias Vater entdeckte die Liaison, ließ Felix verhaften und verheiratete seine Tochter mit dem jungen englischen Diplomaten Stephen Walden.
Doch so schnell gibt Felix nicht auf. Er besucht Lydia, die in ihm nicht den Attentäter erkennt, zu Hause und entlockt ihr Orlows Aufenthaltsort: das Savoy Hotel. Doch auch ein zweiter Anschlag scheitert an dem beherzten Eingreifen Waldens. Die Polizei heftet sich zwar an Felix’ Fersen, doch immer gelingt ihm knapp die Flucht. Er beobachtet das Stadthaus der Waldens um Orlows neuen Aufenthaltsort herauszufinden. Dabei folgt er einmal Charlotte. Die junge Frau befindet sich gerade in einer schwierigen Lage. Sie beginnt zu erkennen, dass die Welt nicht so ist, wie es in ihrer gut behüteten Kindheit den Anschein hatte. Sie hat keine Ahnung von Politik oder Gesellschaftskonflikten, geschweige denn Sexualität und begreift dies allmählich. Ihr Elternhaus erscheint ihr mit einem Mal eng und spießig.
Auf einer Demonstration der Suffragetten gerät sie in eine Prügelei, doch Felix kommt ihr zu Hilfe. Sie freunden sich an und Felix findet so schnell heraus, dass Charlotte seine Tochter sein muss und erzählt es ihr schließlich. Die Treffen der beiden bleiben nicht lange geheim, sodass Lydia Charlotte auf den Landsitz der Waldens schickt, um einen gesellschaftlichen Skandal zu vermeiden, denn als Tochter aus gutem Hause hat man nun mal nicht solchen Umgang. So erfährt Charlotte, dass sich auch Orlow dort aufhält und kann Felix unterrichten. Der schlägt sich, immer verfolgt von der Polizei, ebenfalls nach Walden Hall durch. Dort kommt es zum Stelldichein aller Hauptfiguren: Orlow und Walden sind schon da, ebenso Churchill, um den Vertrag zu unterzeichnen, Charlotte, Felix, dadurch auch Inspektor Thomson von Scotland Yard, und schließlich auch noch Lydia, die Felix’ Absichten erraten hat.
Charlotte hält Felix in ihrem geheimen Kinderversteck verborgen. Lydia durchschaut dieses Geheimnis jedoch und besucht Felix ein letztes Mal in seinem Versteck. Als Walden sie daraufhin zur Rede stellt, gesteht sie ihm ihre Vergangenheit und Felix’ Vaterschaft, letztendlich auch sein momentanes Versteck. Doch Felix ist bereits weg, als seine Häscher kommen. Er legt Feuer und in dem entstehenden Durcheinander erschießt er Fürst Orlow. Dann erst bemerkt man, dass Charlotte in dem brennenden Haus eingeschlossen ist. Gemeinsam mit Walden befreit Felix seine Tochter aus dem brennenden Gefängnis, bevor der Boden einstürzt und Felix ein Opfer seiner eigenen Flammen wird. Der gerissene Churchill gibt den Befehl, Orlows Leiche verschwinden zu lassen. Das Abkommen ist bereits unterzeichnet, muss aber noch ratifiziert werden. Am nächsten Tag wird man in den Zeitungen lesen können, dass der russische Diplomat Alexander Orlow bei einem Feuer auf dem Anwesen seines Onkels auf tragische Weise ums Leben kam – bedauerlich, aber politisch unproblematisch. Felix Kschessinsky hat niemals existiert.
Einige Wochen später fallen deutsche Truppen in Belgien und wenig später auch in Frankreich ein. Nach einem Angriff der russischen Truppen auf die deutschen Ostgebiete muss das bis dahin weit nach Frankreich vorgedrungene deutsche Heer aufgespalten und teilweise nach Osten verlegt werden, so dass das Deutsche Reich fortan einen Zwei-Fronten-Krieg führt – ganz wie es von den Briten beabsichtigt gewesen war. Der Rest ist Geschichte.